# Africa39
Africa39 est un projet visant à mettre en valeur une sélection opérée en 2014 de 39 auteurs particulièrement prometteurs, ayant moins de 40 ans, originaire d'Afrique subsaharienne et de sa diaspora.

## Le contexte
Cette initiative conjointe du Hay Festival (festival littéraire et artistique de Hay-on-Wye)  et du Rainbow Book Club, a été annoncée au début du mandat de Port Harcourt comme capitale mondiale du livre en 2014. Partout dans le monde, et de 2014 à 2016, une série d'événements va chercher à mettre en exergue les auteurs retenus. Cette initiative fait suite à d'autres événements similaires, Bogota39 en 2007 (et renouvelé en 2017) et Beirut39 en 2009, lancés par le Hay Festival dans le cadre de précédentes villes désignées comme capitale mondiale du livre,.

## Le mode de fonctionnement
Le jury sélectionnant les auteurs pour Africa39 a été constitué de Margaret Busby, Osonye Tess Onwueme et Elechi Amadi, en choisissant parmi les propositions soumises par Binyavanga Wainaina. Les noms des écrivains ont été annoncés lors de la London Book Fair, le 8 avril 2014. Une anthologie intitulée Africa39: New Writing from Africa, south of the Sahara, avec des travaux par les 39 écrivains, a été publié par Bloomsbury Publishing en octobre 2014, avec une préface de Wole Soyinka,,,.

## La liste des auteurs
Les 39 auteurs sélectionnés en définitive sont les suivants, :
- Chimamanda Ngozi Adichie (Nigeria)
- Richard Ali A Mutu (République démocratique du Congo)
- Monica Arac de Nyeko (Ouganda)
- Rotimi Babatunde (Nigeria)
- Eileen Barbosa (Cap-Vert)
- Adrian Igoni Barrett (Nigeria)
- Jackee Budesta Batanda (Ouganda)
- Recaredo Silevo Boturu (Guinée équatoriale)
- Nana Ekua Brew-Hammond (Ghana/États-Unis)
- Shadreck Chikoti (Malawi)
- Edwige Renée Dro (Côte d'Ivoire)
- Tope Folarin (en) (Nigeria/US)
- Clifton Gachagua (Kenya)
- Stanley Gazemba (Kenya)
- Mehul Gohil (Kenya)
- Hawa Jande Golakai (Liberia)
- Shafinaaz Hassim (Afrique du Sud)
- Abubakar Adam Ibrahim (Nigeria)
- Stanley Onjezani Kenani (en) (Malawi/Suisse)
- Dinaw Mengestu (Éthiopie/US)
- Nadifa Mohamed (Somalie/Royaume-Uni)
- Nthikeng Mohlele (Afrique du Sud)
- Linda Musita (Kenya)
- Sifiso Mzobe (Afrique du Sud)
- Glaydah Namukasa (Ouganda)
- Kioko Ndinda (Kenya)
- Okwiri Oduor (Kenya)
- Ukamaka Olisakwe (Nigeria)
- Ondjaki (Luanda, Angola/Rio de Janeiro, Brésil)
- Chibundu Onuzo (Nigeria)
- Nii Ayikwei Parkes (Ghana/UK)
- Taiye Selasi (Ghana/Nigeria/UK/Italie)
- Namwali Serpell (Zambie)
- Lola Shoneyin (Nigeria)
- Novuyo Tshuma (Zimbabwe)
- Chika Unigwe (Nigeria/Belgique/US)
- Zukiswa Wanner (Zambie/Afrique du Sud/Zimbabwe/Kenya)
- Mary Watson (Afrique du Sud/Irlande)
- Mohamed Yunus Rafiq (Tanzanie)